# Oxyopes gujaratensis
Oxyopes gujaratensis är en spindelart som beskrevs av Gajbe 1999. Oxyopes gujaratensis ingår i släktet Oxyopes och familjen lospindlar. Inga underarter finns listade i Catalogue of Life.